# 彼得·阿尼西莫夫
彼得·尼科拉耶维奇·阿尼西莫夫（俄語：Пётр Николаевич Анисимов, 1903年10月22日—1969年9月8日）是苏联军事飞行员和军事领导人，苏德战争参与者，第34航空军司令，航空少将（1949年5月11日）。

## 生平
1903年10月22日出生于基辅。
1922年5月起自愿加入苏联红军，入读基辅红空军预科航空学校。 1922年12月，学校更名为基辅红色航空舰队军事学校，1924年9月与葉戈里耶夫斯克航空学校合并，更名为列宁格勒军事理论飞行员学校。 1925 年 8 月从学校毕业后，彼得·尼古拉耶维奇被送往鲍里索格列布斯克军事飞行员学校，并于 1927 年 5 月毕业。他在列宁格勒军区担任飞行职务。 1932年10月任支队司令员后，进入红军空军学院参加指挥员高级训练班。1934年5月，他被调任普斯科夫市第5军支队司令。
1938年3月，他被任命为普希金诺第7战斗机航空团团长，11月起任第1战斗机航空旅旅长。 1939年3月，他奉命前往中国 (苏联航空志愿队)，一直待到1940年11月。由于在与敌人战斗中表现出的勇敢、勇敢和非凡的英雄气概，他被授予中国雲麾勳章。被任命为盧茨克基辅特别军区第14战斗机航空师师长。 1941年5月，他被任命为正在组建的第 63 战斗机航空师师长，该师仅包括一个搭载伊尔 2 的第 62 突击航空团。
1942年1月，阿尼西莫夫调任第5预备役航空大队司令。自1942年7月该大队解散后，他被临时任命为第219轰炸机航空师副师长，并从1943年2月起担任该师师长，并与他一路走到了胜利之日。
战后，该师从德国调往匈牙利，并于1945年11月解散。 1946年4月，阿尼西莫夫上校被任命为第16航空军第3轰炸机航空军第301轰炸机航空兵师师长。从1947年11月起，他指挥第6近卫军，从1948年6月起，指挥第3轰炸机航空军。 1952年1月至10月，他在伏罗希洛夫高等军事学院学习高等学术课程，之后担任第73航空军助理司令员，1953年2月起任第34航空军副司令员。轰炸机航空兵的组建和训练，自6月起任第34航空军司令。1955年12月调入预备役。